# Ceesje Speenhoff
Ceesje Speenhoff (Rotterdam, 21 juli 1909 – Warmond, 25 december 2004) was een Nederlandse actrice en cabaretière. Ze collaboreerde gedurende de Tweede Wereldoorlog met het nationaalsocialistische regime in Nederland.

## Biografie
Ceesje Speenhoff was de jongste dochter van J.H. Speenhoff en Cesarina Prinz. Ze trad samen met haar ouders op voor de Nederlandse radio, maar ook solistisch. Na haar tournee in Nederlands-Indië in 1931 kwam zij als actrice bij het Vereenigd Rotterdamsch-Hofstad Tooneel onder leiding van Cor van der Lugt Melsert. Ze trouwde in 1933 met collega-acteur Piet Rienks (1907-1990) en kreeg  vier kinderen.
Vanwege hun NSB-sympathieën werd het echtpaar aan het eind van de jaren dertig van de 20e eeuw vrijwel genegeerd door de toneelwereld. Tijdens de bezetting werden de bestaande Nederlandse radio-omroepen ontbonden ten faveure van de op nationaalsocialistische leest geschoeide Nederlandsche Omroep. Het echtpaar Rienks kreeg de gelegenheid een belangrijke bijdrage te leveren aan het antisemitische en propagandistische radiocabaret van Paulus de Ruiter. Dit politieke amusementsprogramma werd van oktober 1941 tot januari 1944 iedere zondagmiddag uitgezonden en trok veel luisteraars. Ceesje en haar man Rienks vertolkten wekelijks Juffrouw Klessebes en Buurman Keuvel. Na het beëindigen van het programma werd het echtpaar Rienks uit huis gezet en zwierf onder een valse naam rond. Na de oorlog mocht het echtpaar het vak niet meer uitoefenen en bracht Ceesje twee en een half jaar in detentie door. Haar man Piet werd, omdat hij had geholpen met het opsporen van Joden, acht jaar gevangengezet.
Ceesje Speenhoff stierf op 95-jarige leeftijd.